# Elbasan
Elbasan er en by i det centrale Albanien med et indbyggertal på 78.703(2011) indbyggere. Byen er hovedstad præfekturet Elbasan og ligger ved bredden af floden Shkumbin.